# Scapsipedus thesigeri
Scapsipedus thesigeri är en insektsart som beskrevs av Andrej Vasiljevitj Gorochov 1993. Scapsipedus thesigeri ingår i släktet Scapsipedus och familjen syrsor. Inga underarter finns listade i Catalogue of Life.